# 武雄北方インターチェンジ
武雄北方インターチェンジ（たけおきたがたインターチェンジ）は、佐賀県武雄市にある、長崎自動車道のインターチェンジ。武雄市街のほか伊万里市の最寄りインターチェンジである。

## 道路
- E34 長崎自動車道（5番）

## 接続する道路
- 国道34号
- 佐賀県道24号武雄多久線

## 料金所
ブース数：5

### 入口
- ブース数：2
  - ETC専用：1
  - ETC/一般：1

### 出口
- ブース数：3
  - ETC専用：1
  - 一般：2

## 周辺
- 武雄温泉
- 伊万里港
- 塩田津の町並み（重要伝統的建造物群保存地区）

## 隣
E34 長崎自動車道
(7) 嬉野IC/BS - (6) 武雄JCT - (SA) 川登SA - (5) 武雄北方IC - (PA) 多久西PA - (4) 多久IC